# 2016年1月印度地震
2016年1月印度地震，震央位於印度曼尼普爾邦首府因帕爾以西29公里，接壤緬甸邊境，地震規模為6.8，發生於當地時間2016年1月4日04時35分（UTC：1月3日23時05分），持續約一分鐘。於印度、緬甸、西藏及孟加拉皆可感受到震動。

## 災情
印度媒體報道指，曼尼普爾邦至少有13人死亡、200人受傷。很多建築物牆壁、天花與樓梯倒塌，偏遠地區電力與通訊中斷，當地機場客運大樓出現裂縫及圍牆崩坍，但航班如常升降。